# Montagny-en-Vexin
Montagny-en-Vexin là một xã thuộc tỉnh Oise trong vùng Hauts-de-France phía bắc nước Pháp. Xã này nằm ở khu vực có độ cao từ 87-203 mét trên mực nước biển.